# Basilika Saint-Seurin

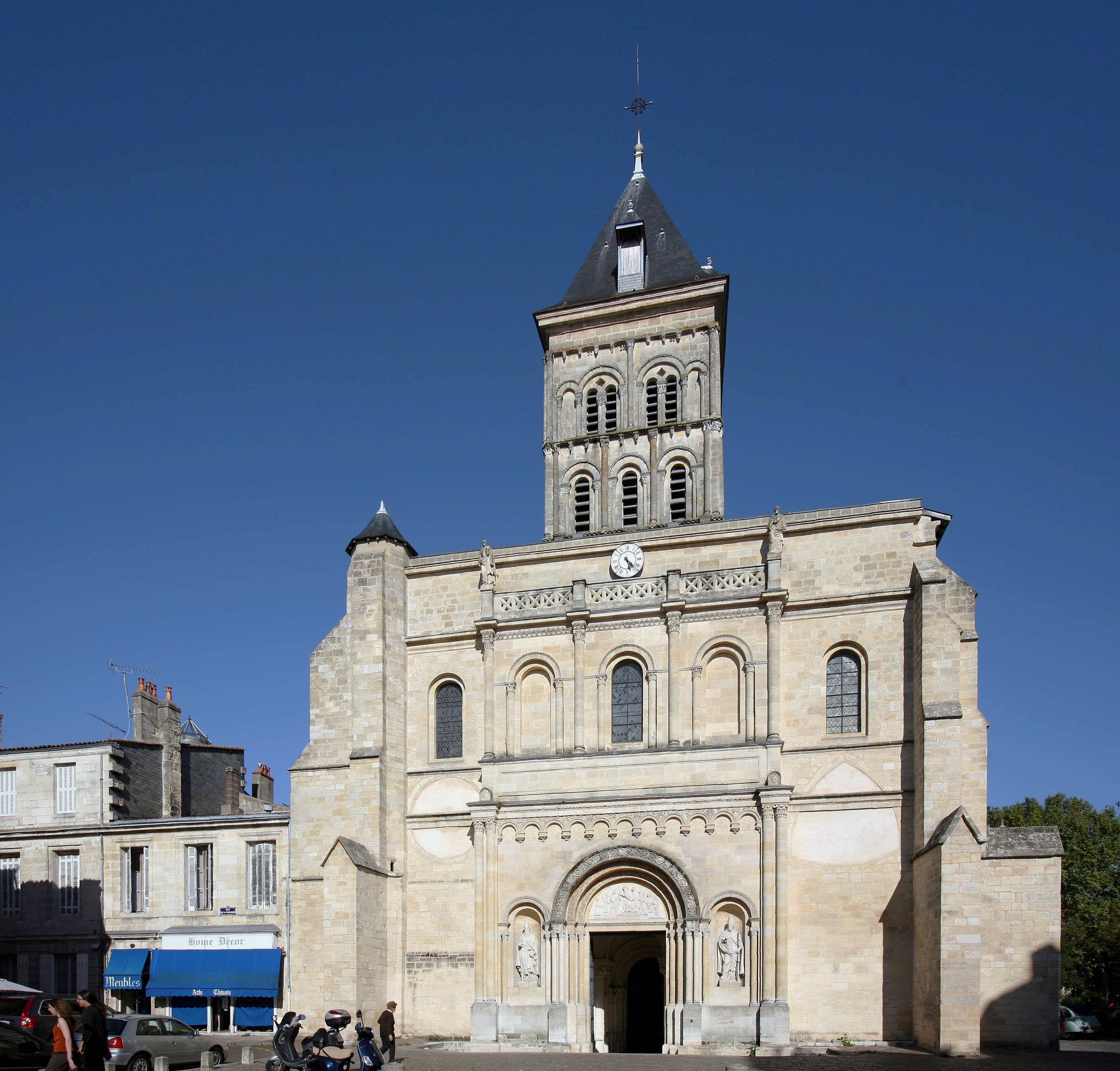
Neuromanische Westfassade

Die Basilika Saint-Seurin (französisch Basilique St-Seurin) ist eine römisch-katholische Kirche in Bordeaux im Südwesten Frankreichs. Sie gehört zum Erzbistum Bordeaux und ist nach dem Bischof und Schutzpatron von Bordeaux Severin benannt. Sie gilt als Station des Jakobswegs Via Turonensis und gehört damit seit 1998 zum UNESCO-Welterbe.

## Geschichte

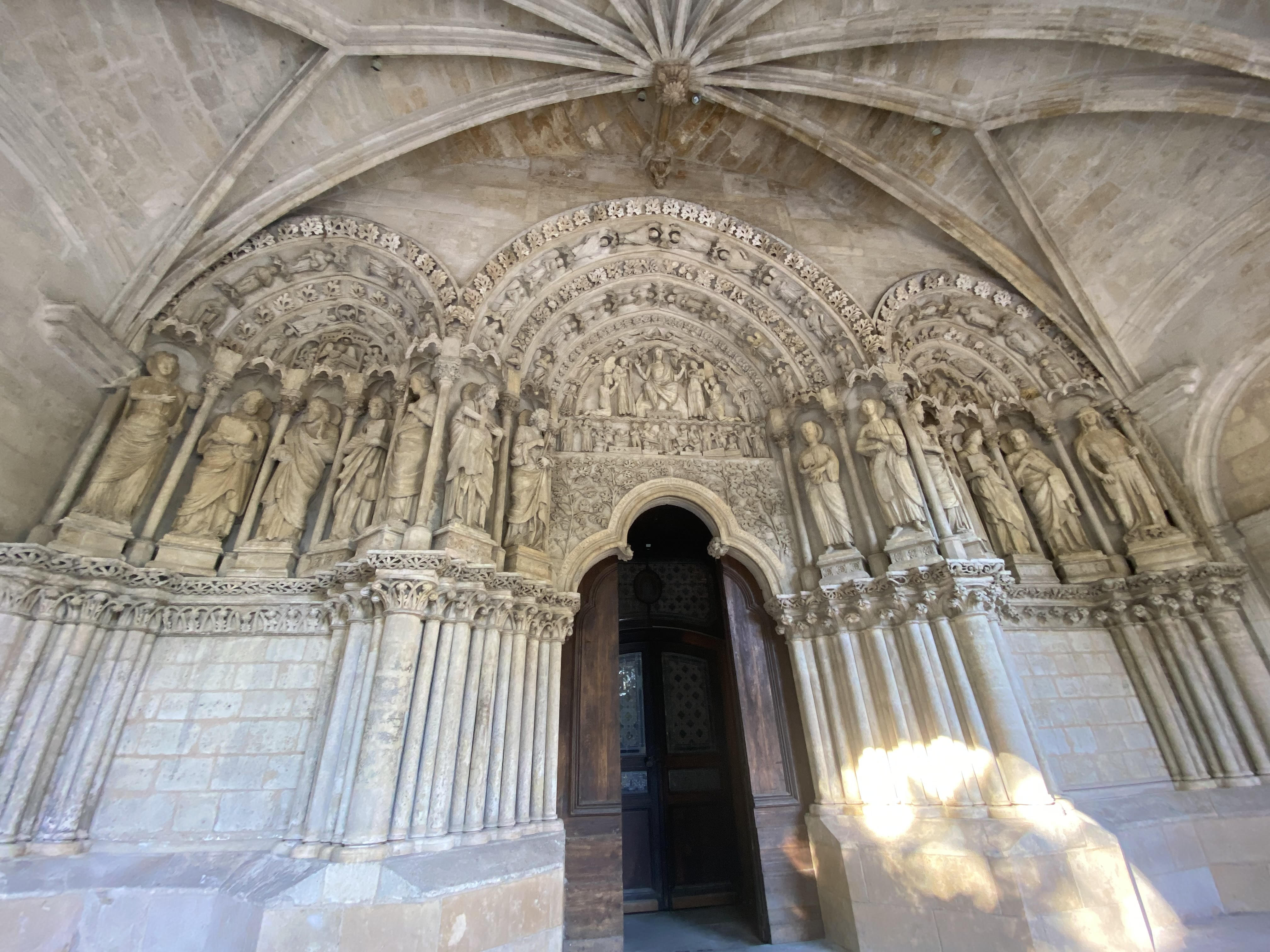
Sternförmiges Rippengewölbe der Südvorhalle

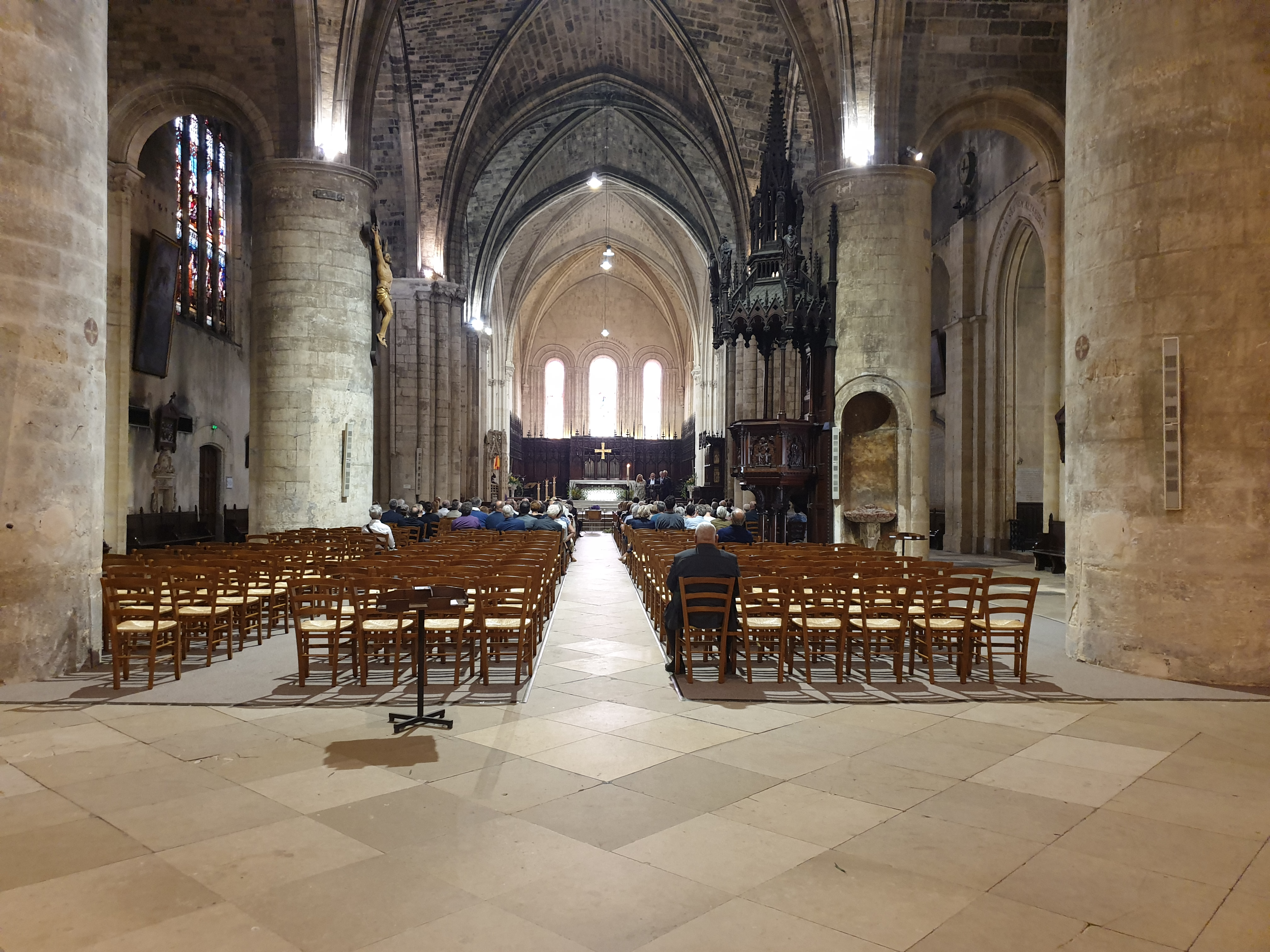
Langhausgewölbe auf verstärkten Rundpfeilern, runde Gurtbögen der Seitenschiffe

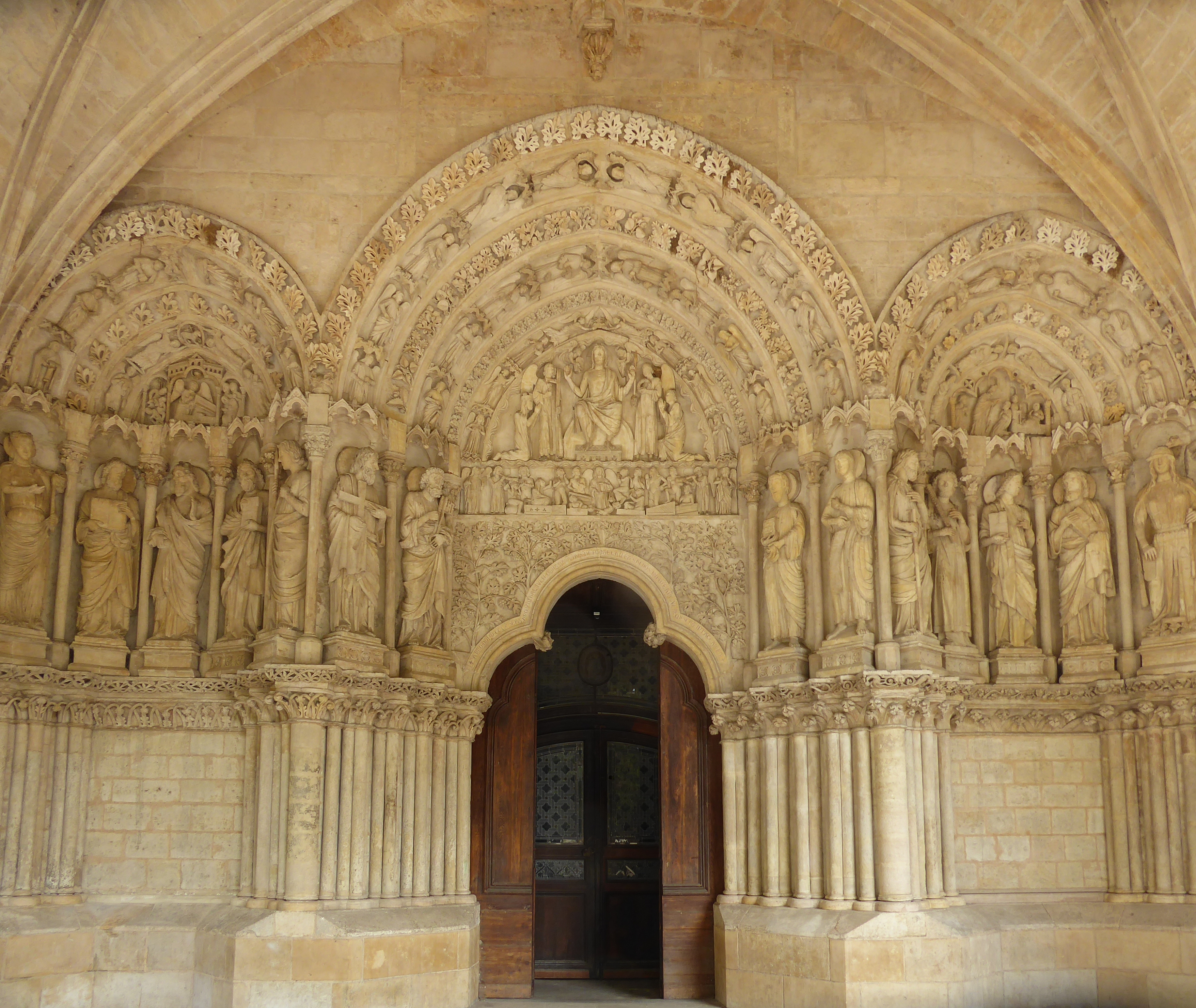
Südportal mit 12 Apostelfiguren und den Frauenskulpturen Ecclesia und Synagoga

Eine erste christliche Kapelle lässt sich für das 5. Jahrhundert archäologisch belegen. Die Kapelle wurde während der normannischen Invasion des 9. Jahrhunderts zerstört. 
Die heutige Kirche wurde in der Zeit vom 11. bis 13. Jahrhundert als rechteckige dreischiffige Kirche mit einer Apsis errichtet. Im Sinne einer Hallenkirche setzen alle Gewölbe auf gleicher Höhe an. Die Gewölbelandschaft entspricht jedoch einer Abseitenkirche, die Joche der Seitenschiffe sind mit quergestellten Spitztonnen gedeckt, die Arkadenbögen fast so hoch wie die Mittelschiffsgewölbe und wesentlich höher als die Bögen zwischen den Seitenschiffsjochen.
Sie wurde im 13. Jahrhundert erweitert und mit einem eindrucksvollen gotischen (spitzbogige Arkaturen mit stapelartig aufgereihten Skulpturen) Südportal versehen, an dem vierzehn Statuen die Apostel darstellen. Da sie eine Station des Jakobsweges wurde, kamen im 14. und 15. Jahrhundert viele Pilger, und die Kirche wurde mit Zeilen von Seitenkapellen vergrößert. Bedeutsam sind der Bau der Kapelle Notre Dame de la Rose und der 1444 von Erzbischof Pey Berland geweihte Altar.

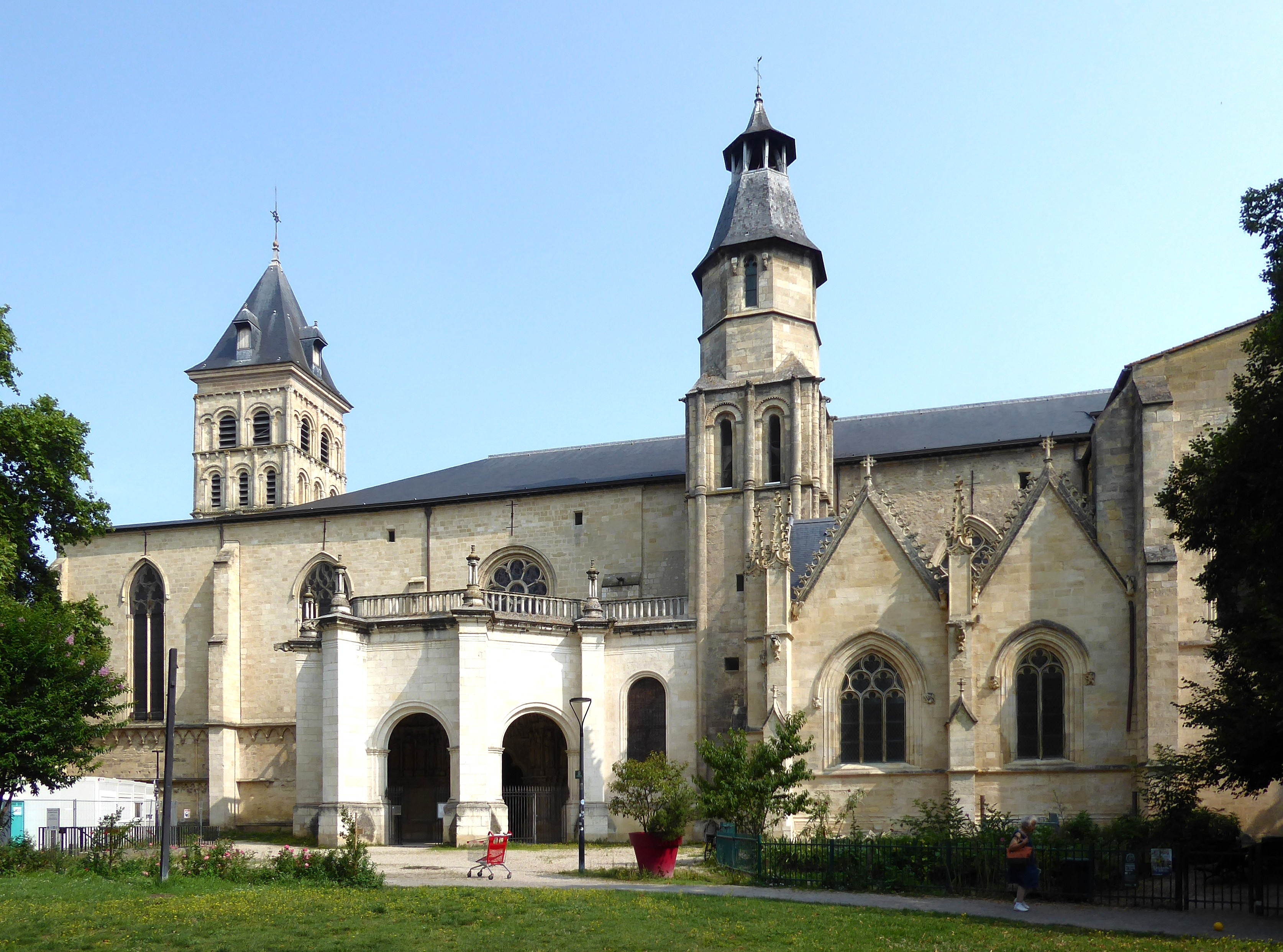
Südansicht: Glockentürme Romanik und Renaissance, gotische Maßwerkfenster, jüngere Arkade vor Südportal

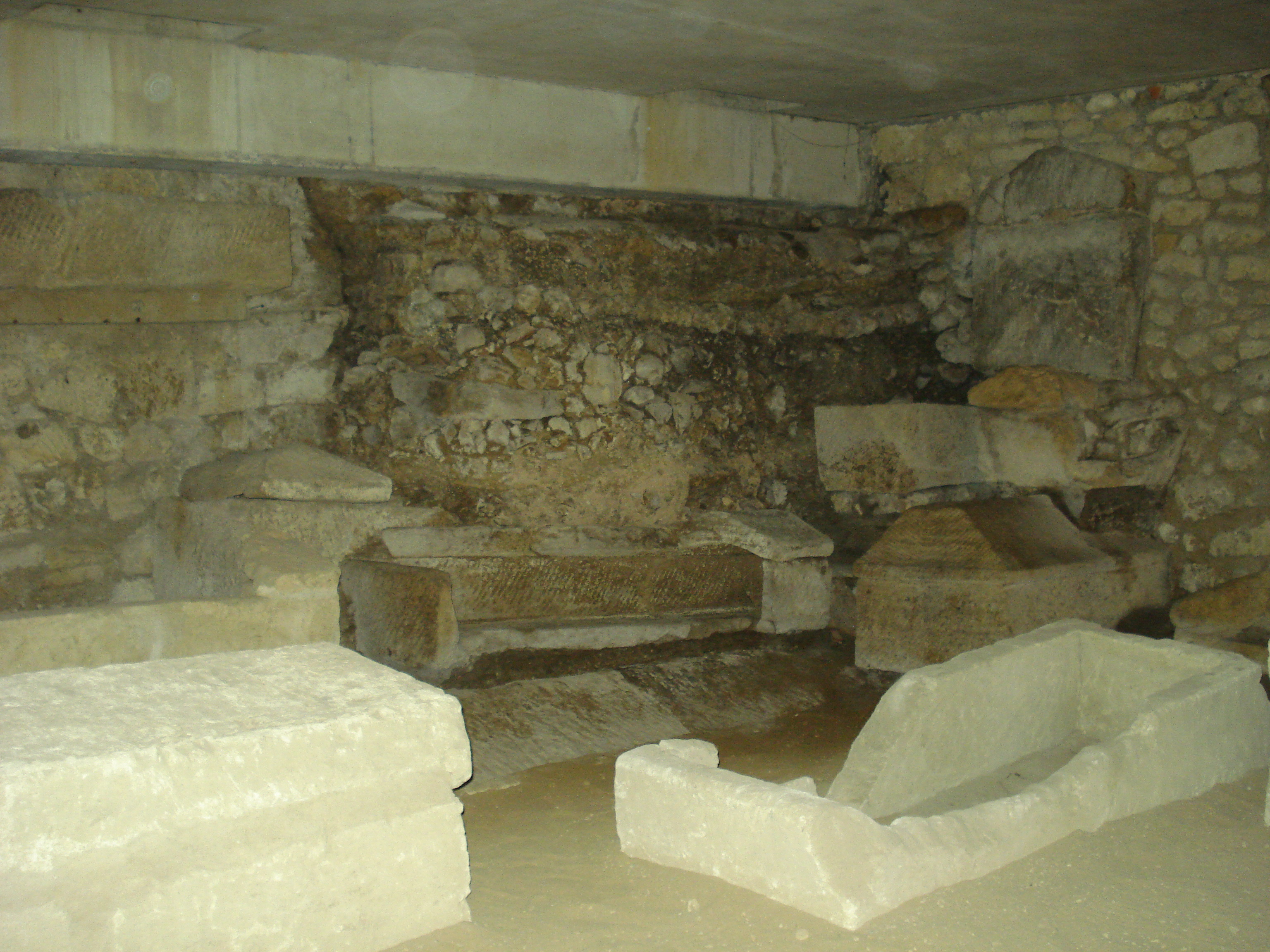
Krypta mit merowingischen Sarkophagen

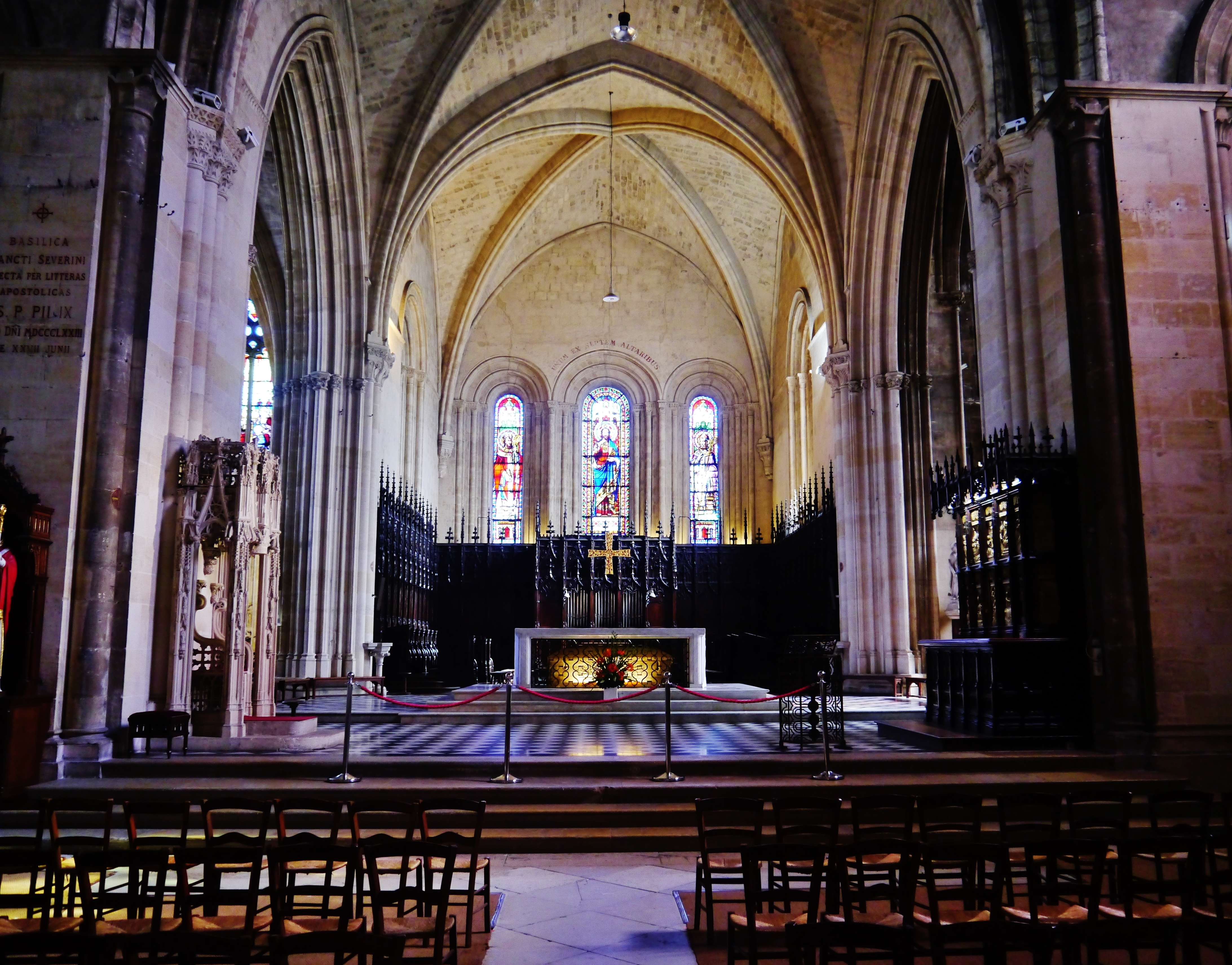
Chor mit romanischen Ostfenstern
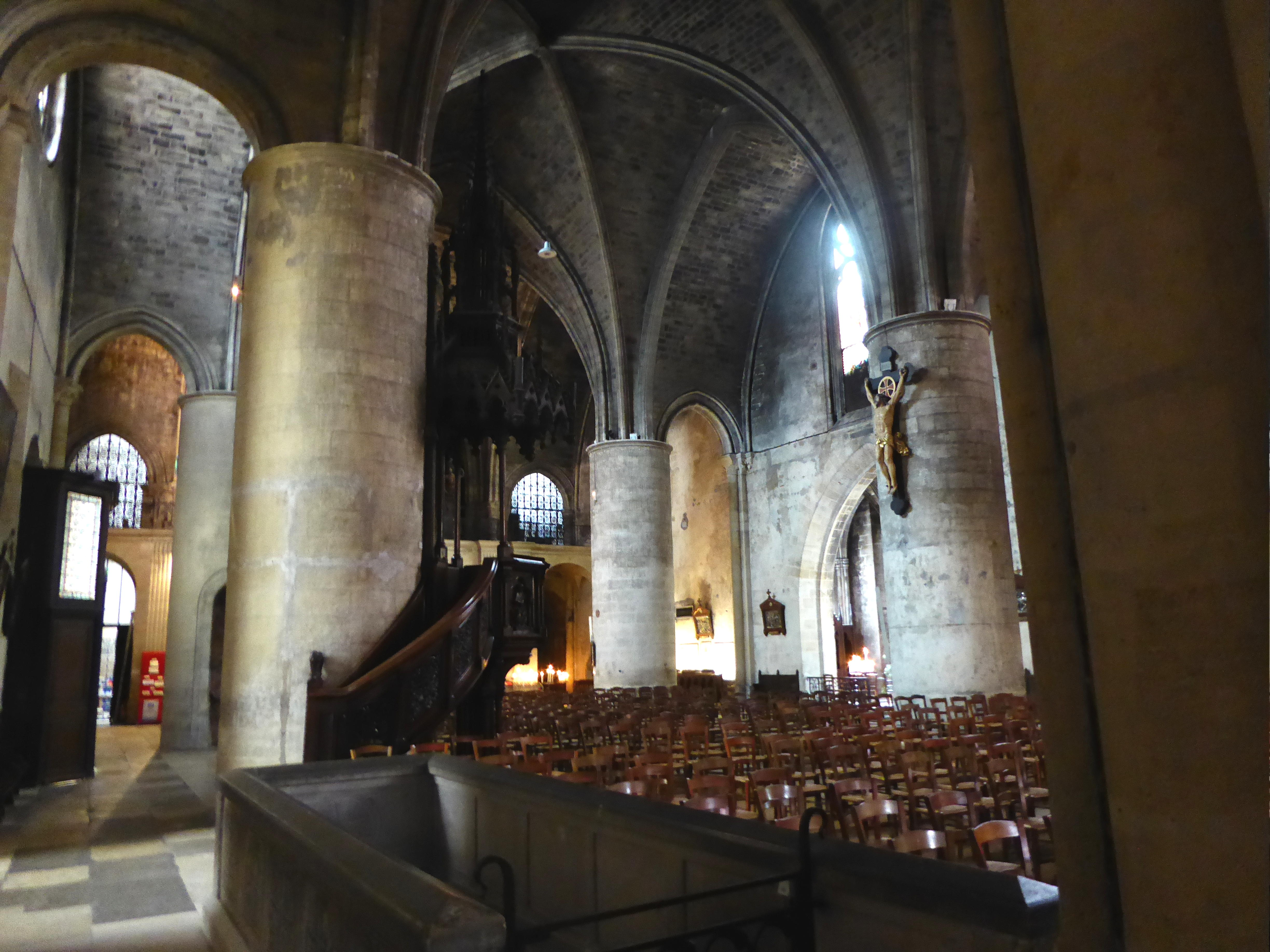
Mittelschiff Kreuzrippengewölbe, Seitenschiffs-„Kapellen“ mit quergestellten Spitztonnen

Durch den Einsturz einiger Gewölbe 1698 wurde das Gebäude stark beschädigt. Im 18. Jahrhundert wurde ein stärker abgestütztes Gewölbe errichtet und der Boden um drei Meter angehoben, darunter wurde eine Krypta angelegt, in der ein frühchristlicher Friedhof freigelegt wurde. So sind heute nur wenige Teile im romanischen Stil bewahrt, und die Vorhalle mit dem Südportal im gotischen. Die Krypta der merowingischen Zeit besitzt mehrere gallo-römische Kapitelle und steinerne Sarkophage. Im 19. Jahrhundert erhielt die Westfassade durch den Architekten Pierre Alexandre Poitevin eine Umgestaltung im neuromanischen Stil, der Bildhauer Dominique Fortuné Maggesi gestaltete die Figuren. Die Buntglasfenster wurden nach 1840 geschaffen.
Ein viereckiger Glockenturm erhebt sich über dem alten Portikus. Ein weiterer wurde an die Südseite der Kirche gebaut.

## Würdigung
Die Kirche ist seit 1840 als Monument historique ausgewiesen. 1873 erhob Papst Pius IX. die Kirche in den Rang einer Basilica minor. 1998 wurde sie mit dem Jakobsweg zum Welterbe bestimmt.